# Daniela Yordanova
Daniela Yordanova (Bulgaria, 8 de marzo de 1976) es una atleta búlgara, especialista en la prueba de 1500 m, con la que ha logrado ser medallista de bronce mundial en 2007.

## Carrera deportiva
En el Campeonato Europeo de Atletismo de 2006 ganó la medalla de bronce en los 1500 m, con un tiempo de 3:59.37 segundos, llegando a meta tras las atletas rusas Tatyana Tomashova y Yulia Chizhenko.
Al año siguiente, en el Mundial de Osaka 2007 gana la medalla de bronce en los 1500 metros, con un tiempo de 49.66 segundos que fue su mejor marca personal, quedando situada tras las británicas Christine Ohuruogu (oro) y Nicola Sanders (plata).